# Malcoci (okręg Tulcza)
Malcoci – wieś w Rumunii, w okręgu Tulcza, w gminie Nufăru. W 2011 roku liczyła 953 mieszkańców.